# Nový Dům
Nový Dům é uma comuna checa localizada na região da Boêmia Central, distrito de Rakovník.